# Edmund Dudley
Edmund Dudley (a. 1462 - 17 de agosto de 1510), ministro de Enrique VII de Inglaterra, fue nieto de John Sutton el primer barón Dudley.
Después de estudiar en Oxford y en Gray's Inn, Dudley captó el interés de Enrique VII, siendo su consejero privado a la edad de 23 años. En 1492 ayudó a negociar el Tratado d'Etaples con Francia.
Aparte de recolectar dinero para el rey, Dudley amasó una gran fortuna, llegando a poseer grandes tierras en Sussex, Dorset y Lincolnshire. Cuando Enrique VII murió en abril de 1509, Dudley fue arrestado y acusado de traición. Dudley fue acusado de que durante la enfermedad de Enrique VII, había ordenado a sus amigos levantarse en armas en el caso de que el rey muriese. Sin embargo, la verdadera razón fue sin duda su impopularidad debido a su posición. Después de un intento de fuga, fue ejecutado del 17 al 18 de agosto de 1510. 
Durante su periodo de prisión, trató de ganarse el favor del rey Enrique VIII escribiendo una apología de la monarquía absolutista llamado The Tree of Commonwealth. Sin embargo, este escrito nunca llegó a manos de Enrique VIII, y no fue publicado hasta 1859, cuando fue impreso en Mánchester.

## Matrimonio y descendencia
Edmund Dudly se casó con Anne Windsor, hermana de Andrews Windsor, primer Barón Windsor con quien tuvo una hija:
- Elizabeth, casada con William Stourton, vii barón Stourton.[1]

Entre 1500 y 1503, casó en segundas nupcias con Elizabeth Grey, hija de Edward Grey, i vizconde Lisle con quien tuvo cuatro hijos:
- John Dudley, primer duque de Northumberland
- Sir Andrew Dudley
- Jerome Dudley
- Simon Dudley

### Libros
- Loades, David (1996). John Dudley, Duke of Northumberland, 1504-1553 (en inglés). Clarendon Press. ISBN 0-19-820193-1.

### En línea
- S. J., Gunn (2010), «Dudley, Edmund (c. 1462–1510)»,  (en inglés), Oxford Dictionary of National Biography, (requiere suscripción).
- J. Andreas, Löwe (2008), «Sutton [Dudley], Henry (d. 1564?)»,  (en inglés), Oxford Dictionary of National Biography, (requiere suscripción).

- Datos: Q548613

1. 1 2  Loades, 2010, p. 8.